# Зелений (Бірський район)
Зеле́ний (рос. Зелёный, башк. Зеленый) — присілок (у минулому селище) у складі Бірського району Башкортостану, Росія. Входить до складу Бурновської сільської ради.
Населення — 278 осіб (2010; 326 у 2002).
Національний склад:
- росіяни — 36 %
- марійці — 28 %

Стара назва присілка — Детська Колонія.